# Gimje
Gimje (en coreano:김제시, Romanización revisada: gimjese, léase: kímche) es una ciudad en la provincia de Jeolla del Norte, al sureste de la república de Corea del Sur. Está ubicada a unos 160 km al sur de Seúl y a 31 km al noreste de Jeonju. Su área es de 545 06 km² y su población total es de 93 111 habitantes (2011).

## Administración
La ciudad de Gimje se divide en 4 distritos (dong),14 municipios (myeon) y 1 villa (eup).

## Símbolos
- El ave : la Paloma.
- El árbol: el Zelkova.
- La flor: la Zinnia.

## Historia
La ciudad ha sido habitada desde hace mucho tiempo. El reino Baekje invadió e incorporó muchos gobiernos. Después el Baekje le cambio el nombre a Byeogol, pero la fecha no es clara.
Luego el reino Baekje cayó bajo los reinos de la Silla y Tang , y la ciudad fue asignada como Gimje.

## Ciudades hermanas
- Donghae.
- Nantong.